# Хант, Джеймс
Джеймс Саймон Уоллис Хант (англ. James Simon Wallis Hunt; 29 августа 1947, Бельмонт, Саттон, Большой Лондон, Англия, Великобритания — 15 июня 1993, Уимблдон, Мертон, Большой Лондон, Англия, Великобритания) — английский автогонщик, чемпион мира по автогонкам 1976 года. По окончании гоночной карьеры работал комментатором на BBC и был предпринимателем.
Начав карьеру гонщика в кузовных автогонках, Хант вскоре перешёл в Формулу-3. Своими успехами он привлёк внимание команды Hesketh и в 1973 году впервые выступил в классе Формула-1 в составе этой команды. В конце 1975 года он стал пилотом McLaren и в 1976 году, одержав 6 побед, стал чемпионом мира. В последующие два года Хант продолжил выступать в McLaren, но уже с гораздо меньшим успехом, и в 1978 году он ушёл в отставку. В 1979 году Хант вернулся в Формулу-1 в составе новой команды — Walter Wolf Racing. Из семи гонок он закончил лишь одну (восьмое место), после чего уже в середине сезона Хант окончательно ушёл из большого спорта.

## Биография

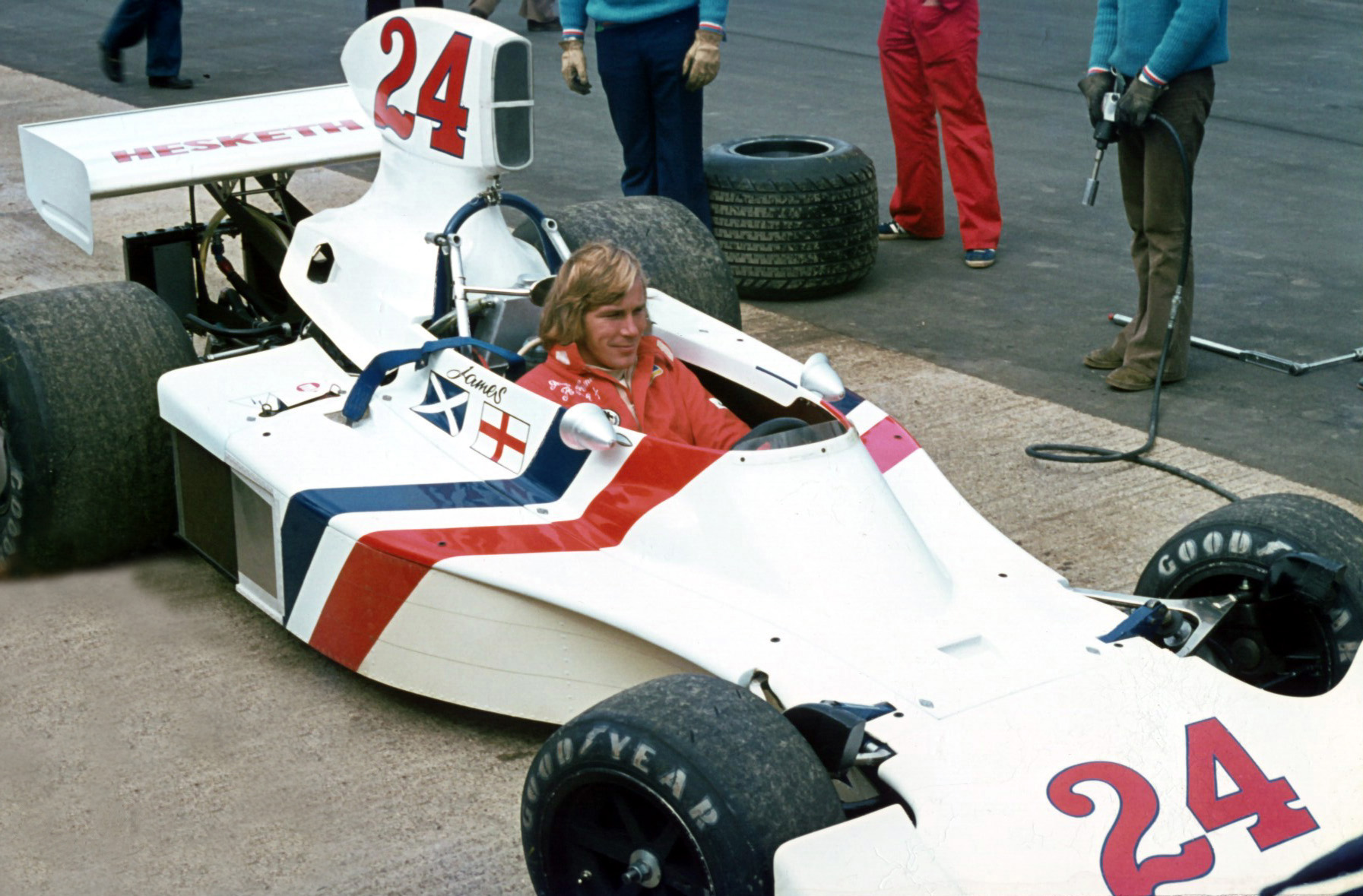
Хант за рулём «Хескета» (1975 год)

Джеймс Хант родился в Белмонте, Суррей. Он стал вторым ребёнком Сью и Уоллиса Хант. У него была старшая сестра, Салли, три младших брата — Питэр, Тимоти и Дэвид, а также младшая сестра, Джорджина. В 1955 году Хант поступил в Westerleigh School в Гастингсе, Восточный Суссекс, а затем в Wellington College в Кроуторне, Беркшир. Первоначально предполагал стать врачом.
Хант начал водить на ферме в валлийском графстве Пембрукшир во время семейного отдыха, сев за руль трактора. Первый опыт ему не понравился, потому что ему не хватало сил для переключения передач. Уже через неделю после своего 17-летия Хант сдал экзамен по вождению. Как он говорил, с этого момента его жизнь «действительно началась». Перед своим 18-летием Хант гостил у своего партнёра по теннису, Криса Риджа. Джеймс увидел его брата, Саймона Риджа, который готовил свой Mini к гонке. Он взял Ханта на автопробег в «Сильверстоуне», после которого Хант загорелся автогонками.

## Формула-1

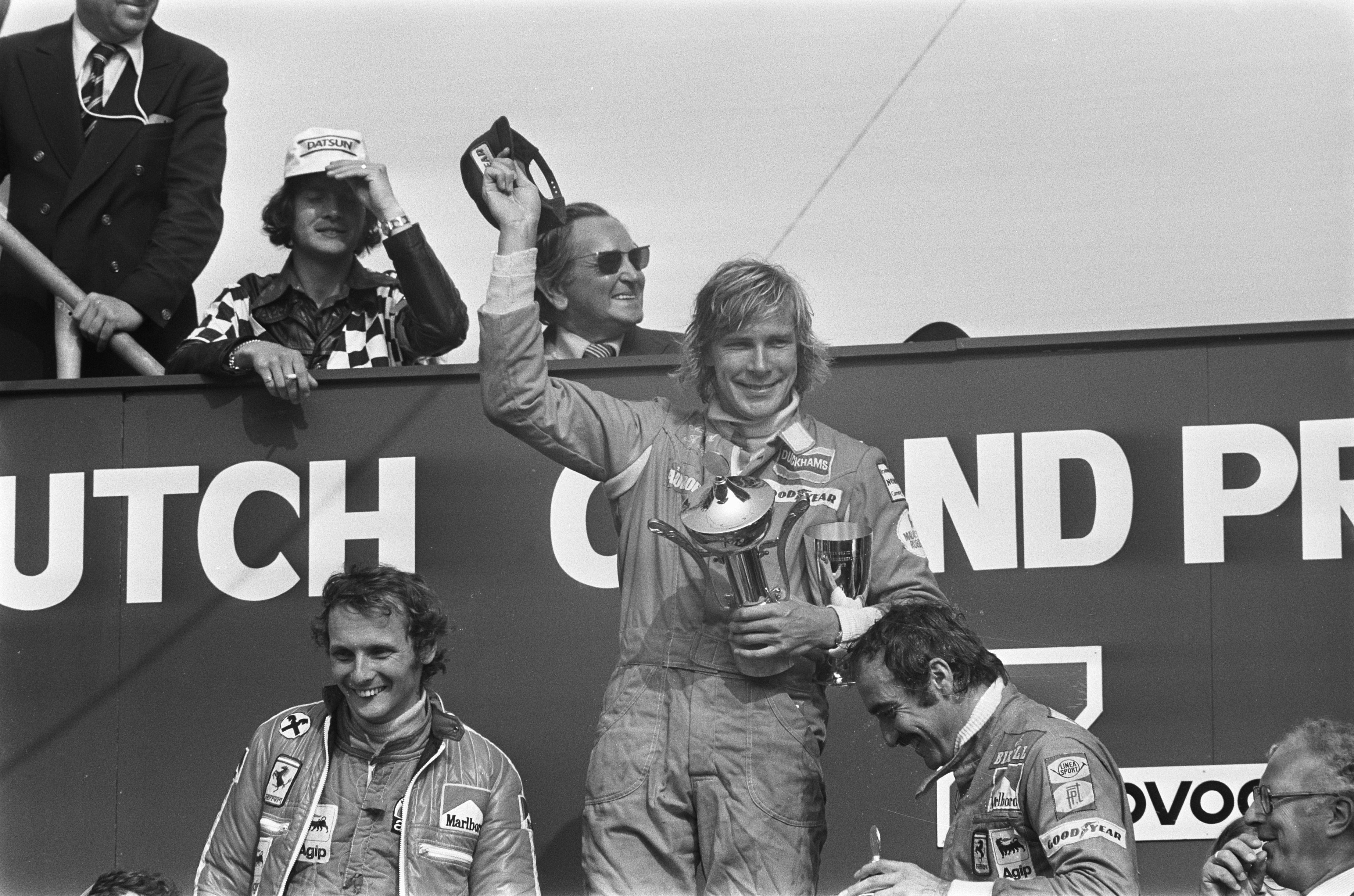
Хант (в центре), Ники Лауда (слева) и Клэй Регаццони (справа) на подиуме Гран-при Нидерландов (1975 год)

В 1973 году Хант вышел на старт Гран-при Монако за Hesketh. Шасси, купленное у March, и мотор «Форд» позволили Ханту прийти два раза на подиум в первом же сезоне. В 1974 году Хант шесть раз смог закончить гонку, и в половине из них он приезжал третьим. В следующем году Хант добыл свою первую победу. По окончании сезона 1975 года у владельца команды лорда Хескета закончились средства, и Хант остался без контракта.
Перед началом следующего сезона чемпион мира 1974 года Эмерсон Фиттипальди неожиданно покинул команду «Макларен», и Хант получил шанс проехать сезон в топ-команде. В августе 1976 года его главный соперник Ники Лауда попал в страшную аварию. Он вернулся на трассу через 42 дня после аварии с многочисленными ожогами лица и окончил гонку четвёртым, несмотря на сильные боли и общее состояние. Хант же остался позади вследствие поломки машины. На Гран-при Японии в последней гонке сезона Хант пришёл третьим после отказа Лауды продолжить гонку на втором круге — этого хватило, чтобы опередить Лауду на одно очко и стать чемпионом.

## Смерть
Хант умер в 1993 году в возрасте 45 лет от сердечного приступа в своем доме в Уимблдоне, всего через несколько часов после того, как сделал предложение Хелен Дайсон — официантке, которую он встретил зимой 1989 года и с которой у него с тех пор были романтические отношения.

## В кино
В 2013 году вышел фильм «Гонка», который повествует о противостоянии Джеймса Ханта и Ники Лауды. Роль Ханта сыграл австралийский актёр Крис Хемсворт.

## Результаты в Формуле-1
| Легенда к таблице |                                                                    |
| --- | ------------------------------------------------------------------ |
| В таблице перечислены результаты всех Гран-при Формулы-1, в которых принимал участие гонщик. Строками таблицы являются сезоны, столбцами — этапы чемпионата мира. В каждой клетке указаны сокращённое название этапа и результат, дополнительно обозначенный цветом. Расшифровка обозначений и цветов представлена в нижеследующей таблице. |                                                                    |
| \| Пример \| Описание \| \| ------------ \| ------------------------------------------------------------------ \| \| 1 \| Победитель \| \| 2 \| Второе место \| \| 3 \| Третье место \| \| 5 \| Финишировал, заработав очки \| \| Сход \| Не финишировал, но при этом заработал очки \| \| 12 \| Финишировал, не получив очков \| \| НКЛ \| Финишировал, но не попал в финальную классификацию \| \| 15 \| Участвовал вне зачёта, либо по отдельной классификации \| \| 18 \| Не финишировал, но попал в финальную классификацию \| \| Сход \| Не финишировал \| \| НКВ \| Не прошёл квалификацию \| \| НПКВ \| Не прошёл предквалификацию \| \| ДСК \| Дисквалифицирован \| \| ИСК \| Исключён из протокола соревнований \| \| ТТ \| Заявлен для участия только в тренировках \| \| НС \| Участвовал в квалификации, но не стартовал в гонке \| \| Т \| Травмирован или болен \| \| ОТК \| Отказ от участия \| \| НТР \| Прибыл на соревнования, но на трассу не выезжал \| \| НПР \| Был заявлен в числе участников, но не прибыл к началу соревнований \| \| О \| Соревнования отменены \| \| \| Не участвовал \| \| Поул-позиция \| \| \| Быстрый круг \| \| |                                                                    |
| Пример | Описание                                                           |
| 1 | Победитель                                                         |
| 2 | Второе место                                                       |
| 3 | Третье место                                                       |
| 5 | Финишировал, заработав очки                                        |
| Сход | Не финишировал, но при этом заработал очки                         |
| 12 | Финишировал, не получив очков                                      |
| НКЛ | Финишировал, но не попал в финальную классификацию                 |
| 15 | Участвовал вне зачёта, либо по отдельной классификации             |
| 18 | Не финишировал, но попал в финальную классификацию                 |
| Сход | Не финишировал                                                     |
| НКВ | Не прошёл квалификацию                                             |
| НПКВ | Не прошёл предквалификацию                                         |
| ДСК | Дисквалифицирован                                                  |
| ИСК | Исключён из протокола соревнований                                 |
| ТТ | Заявлен для участия только в тренировках                           |
| НС | Участвовал в квалификации, но не стартовал в гонке                 |
| Т | Травмирован или болен                                              |
| ОТК | Отказ от участия                                                   |
| НТР | Прибыл на соревнования, но на трассу не выезжал                    |
| НПР | Был заявлен в числе участников, но не прибыл к началу соревнований |
| О | Соревнования отменены                                              |
| | Не участвовал                                                      |
| Поул-позиция |                                                                    |
| Быстрый круг |                                                                    |

| Сезон | Команда                     | Шасси        | Двигатель                | Ш | 1        | 2        | 3        | 4        | 5        | 6        | 7        | 8        | 9        | 10       | 11       | 12       | 13       | 14       | 15    | 16       | 17    | Место | Очки |
| ----- | --------------------------- | ------------ | ------------------------ | - | -------- | -------- | -------- | -------- | -------- | -------- | -------- | -------- | -------- | -------- | -------- | -------- | -------- | -------- | ----- | -------- | ----- | ----- | ---- |
| 1973  | Hesketh Racing              | March 731    | Ford Cosworth DFV 3,0 V8 | F | АРГ      | БРА      | ЮАР      | ИСП      | БЕЛ      | МОН 9    | ШВЕ      | ФРА 6    | ВЕЛ 4    | НИД 3    | ГЕР      | АВТ Сход | ИТА НС   | КАН 7    | США 2 |          |       | 8     | 14   |
| 1974  | Hesketh Racing              | March 731G   | Ford Cosworth DFV 3,0 V8 | F | АРГ Сход | БРА 9    |          |          |          |          |          |          |          |          |          |          |          |          |       |          |       | 8     | 15   |
| 1974  | Hesketh Racing              | Hesketh 308  | Ford Cosworth DFV 3,0 V8 | F |          |          | ЮАР Сход | ИСП 10   | БЕЛ Сход | МОН Сход | ШВЕ 3    | НИД Сход | ФРА Сход | ВЕЛ Сход | ГЕР Сход | АВТ 3    | ИТА Сход | КАН 4    | США 3 |          |       | 8     | 15   |
| 1975  | Hesketh Racing              | Hesketh 308B | Ford Cosworth DFV 3,0 V8 | F | АРГ 2    | БРА 6    | ЮАР Сход | ИСП Сход | МОН Сход | БЕЛ Сход | ШВЕ Сход | НИД 1    | ФРА 2    | ВЕЛ 4    | ГЕР Сход | АВТ 2    |          | США НС   |       |          |       | 4     | 33   |
| 1975  | Hesketh Racing              | Hesketh 308C | Ford Cosworth DFV 3,0 V8 | F |          |          |          |          |          |          |          |          |          |          |          |          | ИТА 5    | США 4    |       |          |       | 4     | 33   |
| 1976  | Marlboro Team McLaren       | McLaren M23  | Ford Cosworth DFV 3,0 V8 | G | БРА Сход | ЮАР 2    | СШЗ Сход | ИСП 1    | БЕЛ Сход | МОН Сход | ШВЕ 5    | ФРА 1    | ВЕЛ ДСК  | ГЕР 1    | АВТ 4    | НИД 1    | ИТА Сход | КАН 1    | США 1 | ЯПО 3    |       | 1     | 69   |
| 1977  | Marlboro Team McLaren       | McLaren M23  | Ford Cosworth DFV 3,0 V8 | G | АРГ Сход | БРА 2    | ЮАР 4    | СШЗ 7    |          | МОН Сход | БЕЛ НС   |          |          |          |          |          |          |          |       |          |       | 5     | 40   |
| 1977  | Marlboro Team McLaren       | McLaren M26  | Ford Cosworth DFV 3,0 V8 | G |          |          |          |          | ИСП Сход |          | БЕЛ 7    | ШВЕ 12   | ФРА 3    | ВЕЛ 1    | ГЕР Сход | АВТ Сход | НИД Сход | ИТА Сход | США 1 | КАН Сход | ЯПО 1 | 5     | 40   |
| 1978  | Marlboro Team McLaren       | McLaren M26  | Ford Cosworth DFV 3,0 V8 | G | АРГ 4    | БРА Сход | ЮАР Сход | СШЗ Сход | МОН Сход | БЕЛ Сход | ИСП 6    | ШВЕ 8    | ФРА 3    | ВЕЛ Сход | ГЕР ДСК  | АВТ Сход | НИД 10   | ИТА Сход | США 7 | КАН Сход |       | 13    | 8    |
| 1979  | Olympus Cameras Wolf Racing | Wolf WR7     | Ford Cosworth DFV 3,0 V8 | G | АРГ Сход | БРА Сход | ЮАР 8    |          | ИСП Сход | БЕЛ НС   | МОН Сход | ФРА      | ВЕЛ      | ГЕР      | АВТ      | НИД      | ИТА      | КАН      | США   |          |       | —     | 0    |
| 1979  | Olympus Cameras Wolf Racing | Wolf WR8     | Ford Cosworth DFV 3,0 V8 | G |          |          |          | СШЗ Сход | ИСП НС   | БЕЛ Сход |          |          |          |          |          |          |          |          |       |          |       | —     | 0    |

### Комментарии
1. ↑  Young and Hunt 1978, p. 9.
2. ↑  Donaldson 1994, pp. 16-19.
3. ↑  Donaldson 1994, pp. 24-30.
4. ↑  Donaldson 1994, pp. 29-31.
5. ↑  До 1990 года в зачёт чемпионата мира в гонках Формулы-1 шли не все очки, заработанные гонщиком, а лишь несколько лучших результатов (см. Система начисления очков в Формуле-1). Число вне скобок означает очки, зачтённые в чемпионате, число в скобках обозначает общее количество очков, заработанных гонщиком в сезоне.
6. 1 2  Лидировал на каждом круге гонки.
7. 1 2  Совершил «хет-трик»: стартовал с поул-позиции, показал быстрый круг в гонке и победил.